# ウィリアム・プレイフェア
ウィリアム・プレイフェア（William Playfair、1759年9月22日 - 1823年2月11日）は、イギリスのエンジニア、政治経済学者である。スコットランド生まれ。主著に"The Commercial and Political Atlas"（1786年）と"Statistical Breviary" （1801年）がある。

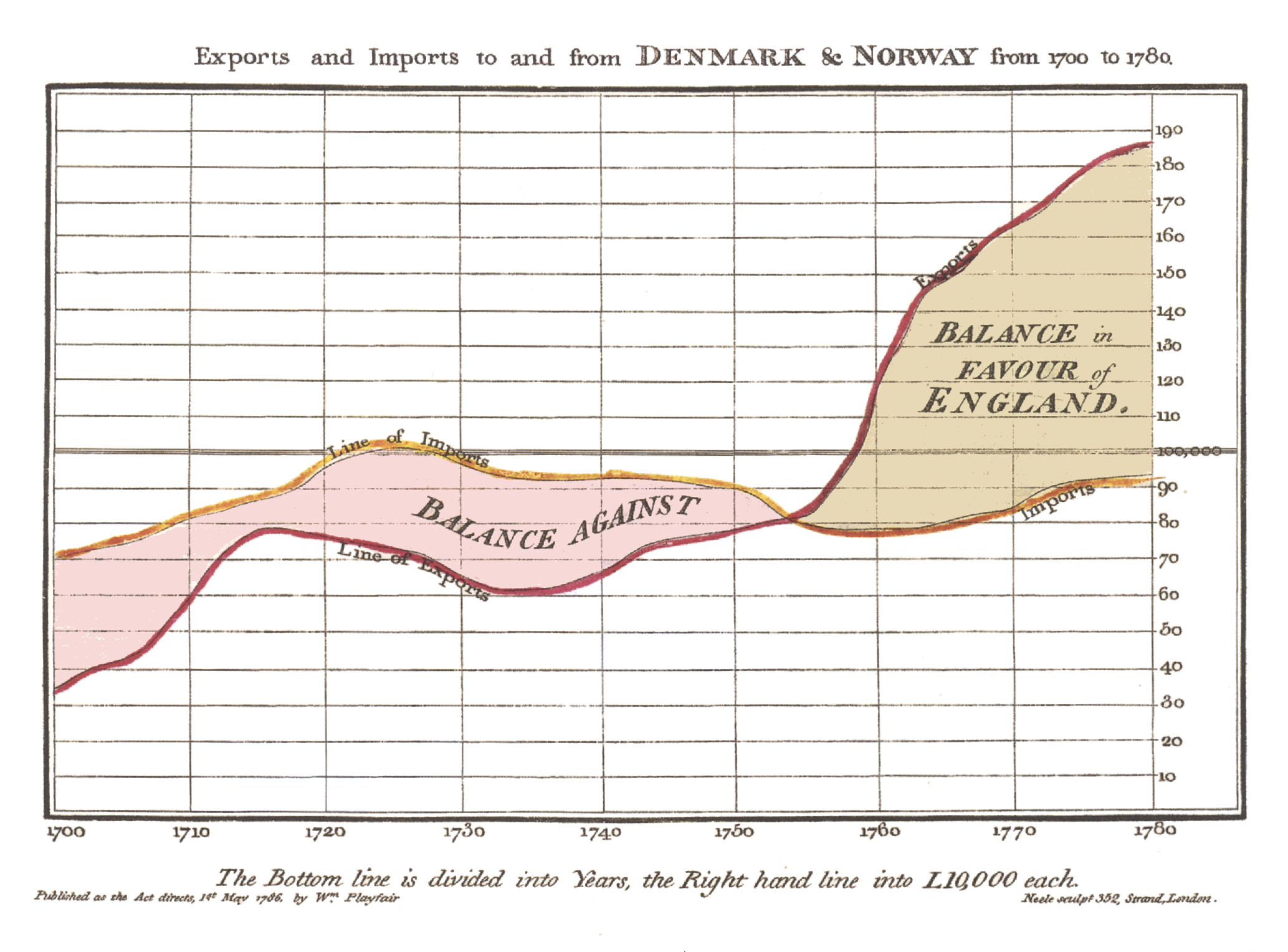
"Commercial and Political Atlas"に掲載された貿易収支の時系列チャート

統計グラフの発明者として様々なインフォグラフィックを発明している。1786年の著書で折れ線グラフと面グラフ、棒グラフを、1801年の著書で円グラフを初めて掲載した。

## 生涯
スコットランド・ダンディー近くのBenvieで生まれた。父親はスコットランド国教会の牧師で、兄に建築家のジェームズ・プレイフェアと、数学者・地質学者のジョン・プレイフェアがいる。ジェームズの子、ウィリアム・ヘンリー・プレイフェアも有名な建築家である。13歳の時に父親が亡くなり、その後はジョンが家族の面倒やウィリアムの教育を見た。脱穀機の発明者であるアンドリュー・メイクルの徒弟になった後、1777年にはバーミンガムのソーホーにある蒸気機関製造工場のボールトン・アンド・ワットで、ジェームズ・ワットの製図工兼パーソナルアシスタントになった。
プレイフェアは数多くの職業を経験しており、作家、エンジニア、製図工、会計士、発明家、銀細工職人、商人、投資ブローカー、エコノミスト、統計学者、パンフレット作成者、翻訳者、広報担当者、土地投機家、その他に詐欺恐喝容疑の犯罪者になったこともある。1782年にワットの会社を辞めて、ロンドンで銀細工の商売を始めたが、失敗に終わった。1787年にパリに移住し、2年後にはバスティーユ襲撃に参加した。フランス革命後、オハイオ川流域のサイオートランドのフランス人開拓者への売却において役割を果たした。1793年にロンドンに戻り、銀行業を始めたが、これもうまくいかなかった。1790年代は、作家およびパンフレット作成者や、エンジニアとして働いた。また、フランスの出来事についてイギリス政府に知らせ、フランス政府を倒すための様々な秘密作戦を提案する諜報員としても活動した。

## 業績
2001年にイアン・スペンスとハワード・ワイナーは、プレイフェアを「エンジニア、政治経済学者、そして悪党」と表現し、 "Eminent Scotsmen"は彼を「独創的な職人であり雑文家」と呼んでいる。2018年にブルース・D・バーコウィッツは、「誰もがこれまでに想像した中で最も複雑な隠密作戦」を引き受けた「野心的、大胆、そしてひどく不完全なイギリス愛国者」としてプレイフェアの詳細な肖像を著した。

### 棒グラフの発明
プレイフェアの処女作を発表する20年前にあたる1765年、ジョゼフ・プリーストリーが初の時系列（タイムライン）チャートを作成し、個々のバーを使って1人の寿命を視覚化することで、全体が複数の人の寿命を比較することに利用できた。ジェームス・R・ベニガーとロビン（1978年）によると、プリーストリーのタイムラインは商業的成功と流行を明らかにし、そして何十回もの改良を経たという。
これらのタイムラインは、1786年に発表されたプレイフェアの"Commercial and Political Atlas"に初めて登場した棒グラフの発明に大きな影響を与えた。ベニガーとロビンによると、プレイフェアはデータの欠如によって本発明に駆り立てられた。何年にもわたり様々な国からの輸出入に関する一連の34の資料を集め、それらを折れ線グラフまたは表面図として表した：折れ線グラフは横座標と関数の間で陰影をつけたり色付けられたりした。スコットランドに必要なデータが不足していたので、彼は1年間の貿易データを17の取引相手に1つずつ、一連の34本のバーとしてグラフ化した。
この棒グラフでは、1781年のスコットランドの17カ国との間の輸出入が表されている。 「この棒グラフは、プリーストリーのタイムラインのように座標や図表のように空間的にも時間的にもデータを特定しない最初の定量的グラフ形式であり、離散定量的比較の問題に対する純粋な解決策である」。
データを一連のバーとして表現するというアイデアは、14世紀にJacobus de Sancto Martinoによって発表され、ニコル・オレームに帰属する。オレームはバーを利用して、連続的に変化する時間に対する速度のグラフを作成した。 プレイフェアのバーの利用は、離散測定の表を作成するためだった。

### グラフの発明

Statistical Breviaryに掲載された円グラフ。1789年以前のオスマン帝国の地域別の面積比を表している。

プレイフェアは、図表はデータの表よりも優れていると主張しており、折れ線や棒グラフ、面グラフ、そして円グラフの発明で高く評価されている。 時系列プロットは明確さのモデルとして表現される。
1786年にロンドンで"The Commercial and Political Atlas"を発表した。これは43の時系列プロットと1つの棒グラフを含んでおり、これは統計グラフを含む彼の最初の主要な功績とされている。1801年にロンドンで発表された"Statistical Breviary"には、世界初の円グラフとして一般に認められているものが含まれている。

### 諜報活動
1793年、諜報員としてプレイフェアは、戦時中に国務長官になるイギリス内務大臣のヘンリー・ダンダスに秘密計画を提案した。その一つとして、「1億アッシニア（フランスの通貨）を作成して、フランスに広める」ことを提案した。 国力は人と金から測ることができるので、血を流す戦いよりも偽造通貨をばら撒くほうがより悪質な方法だと考えたのである。ノーサンバーランドにあるホートン城でアッシニアを偽造し、綿密な計画に従ってそれらを配布した。 計画はうまくいき、1795年までにアッシニアの価値はなくなり、その後の混乱はフランス政府を弱体化させた。 プレイフェアはその作戦について誰かに話すことはなかった。